# Giovanna af Savoyen
Prinsesse Giovanna af Savoyen (italiensk: Giovanna Elisabetta Antonia Romana Maria di Savoia) (13. november 1907 – 26. februar 2000) var en italiensk prinsesse, der var datter af Kong Victor Emanuel 3. af Italien og dennes hustru Elena af Montenegro. Hun blev dronning af Bulgarien som ægtefælle til tsar Boris 3. af Bulgarien.